# Intervento dell'Armata Rossa in Afghanistan (1929)
L'intervento dell'Armata Rossa in Afghanistan fu un'operazione speciale condotta dall'Unione Sovietica nel 1929, volta a supportare il detronizzato re dell'Afghanistan, Amanullah Khan, contro il nuovo emirato Afghano a guida saqqawista ed i Basmachi.

## La situazione in Afghanistan

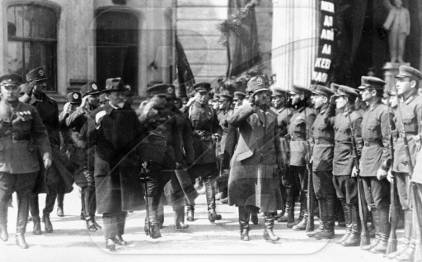
Amanullah Khan in visita a Mosca.

Nel 1919 vennero stabiliti i primi legami diplomatici tra il regime sovietico ed il regno dell'Afghanistan, iniziando un avvicinamento che venne mal percepito dagli inglesi che avevano appena firmato per l'indipendenza completa del paese asiatico. Nell'aprile del 1923 Amanullah Khan promulgò una nuova costituzione in Afghanistan, avviando un programma di secolarizzazione e occidentalizzazione del paese che includeva ad esempio l'abolizione della poligamia e del matrimonio di minori, eliminando il burqa per le donne. Questi cambiamenti portarono alla nascita di una forte opposizione, incentrata sui capi islamici locali.
Nel marzo del 1924 scoppiò una rivolta anti-governativa ad Hazarajat. In precedenza Amanullah Khan aveva istituito l'aviazione afghana dotandola anche di bombardieri leggeri De Havilland DH.9A donatigli dal Regno Unito. Nel settembre del 1924, su invito di Amanullah Khan, un gruppo di 11 istruttori di volo sovietici giunsero a Kabul per formare i futuri piloti afghani all'uso della variante russa dei DH.9A, i Polikarpov R-1, e le relative proteste da parte del Regno Unito vennero ignorate. Il 6 ottobre i sovietici vennero impiegati la prima volta per la repressione della ribellione scoppiata nell'area di Khost; il 14 ottobre i sovietici bombardarono la base dei ribelli nelle regioni di Khost e Nadral.
Il 15 settembre 1927 il Politburo sovietico decise di trasferire in Afghanistan 12 bombardieri leggeri modello Polikarpov R-1, due batterie antiaeree (compresi otto cannoni) e concedere fondi al governo afghano per l'istituzione di una scuola di aviazione.
Intanto diversi esponenti conservatori religiosi avevano lasciato il paese dell'Asia centrale ed erano passati nei territori sovietici, in particolare nell'area di confine con l'Afghanistan settentrionale. Tra questi i principali erano i Basmachi, i cui membri si definivano Mujahideen, guidati dal loro capo Ibrahim Bek. Il governo sovietico iniziò a fare pressione perché il governo afghano reprimesse i Basmachi.
Nel novembre del 1928 scoppiò una nuova rivolta nell'Afghanistan orientale guidata da Habibullāh Kalakāni (Bacha-ye Saqao), e alcuni ricercatori hanno ritenuto che ci fosse il coinvolgimento dell'intelligence britannica. Lo storico tagiko Kamoludin Abdullaev non fu d'accordo con quella interpretazione.

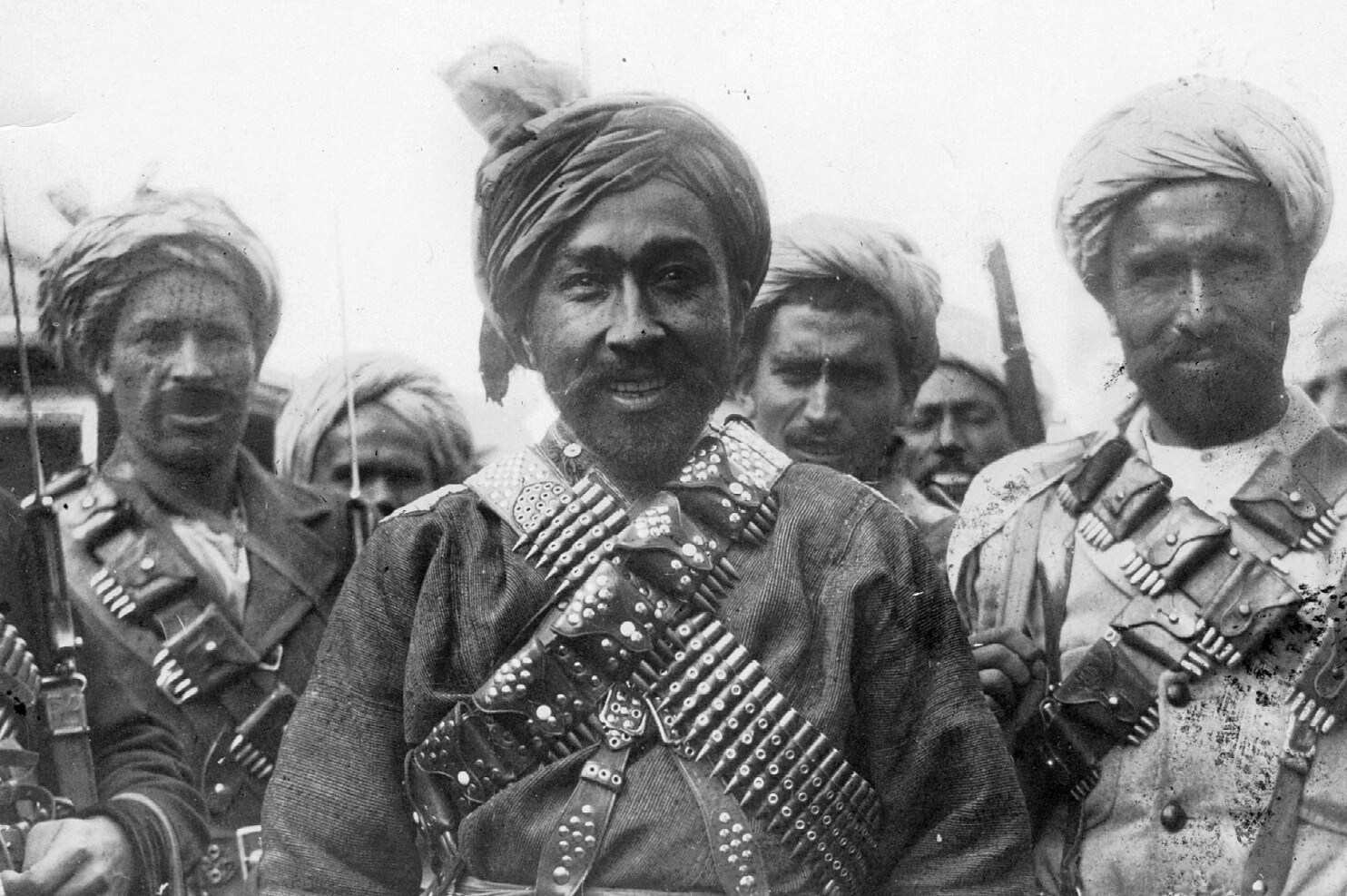
Habibullah Kalakani.

Habibullah venne supportato da diversi esponenti religiosi, in particolare nelle sue accuse a Amanullah Khan di aver violato la sharia, e ci fu un tentativo nelle aree controllate dai ribelli di rovesciare la secolarizzazione voluta dal governo, abolire la coscrizione obbligatoria e le tasse sul possesso della terra; queste politiche vennero supportate dalla popolazione. L'amministrazione della giustizia venne trasferita dai ribelli a corti apposite che giudicavano sulla base della sharia, mentre l'educazione passò sotto il controllo diretto dei mullah. Habibullah stabilì inoltre stretti legami con Ibrahim Bek, comandante dei Basmachi, e con Mohammed Alim Khan, ex emiro di Bukhara.
La componente rimasta fedele a Amanullah Khan si ridusse al minimo, e l'11 dicembre 1928 Habibullah venne proclamato Padishah dell'Afghanistan; il 13 gennaio successivo venne dichiarato emiro col nome di Habibullah II. Il 14 gennaio 1929, Amanullah Khan formalmente abdicò e andò in esilio a Kandahar. Il 17 gennaio Habibullah occupò Kabul dove iniziarono massacri su base etnica e religiosa. I pashtun di fede sunnita vennero massacrati dagli sciiti, molti dei quali erano azeri. Vennero chiuse scuole, fabbriche e stazioni radioe il paese precipitò nel caos. Lo storico afghano Mir Gulam Muhammad Gubar, contemporaneo degli eventi, scrisse che il regno di Habibullah fu una tragedia per il paese.

## La formazione della squadra
Nella confusione che venne a crearsi i sovietici decisero di intervenire al fianco delle truppe governative afghane e il vice comandante Germanovich iniziò a preparare una squadra per una spedizione, perlopiù con uomini provenienti dall'81º cavalleria e dalla 7ª divisione di artiglieria a cavallo, con quattro cannoni da montagna, 12 mitragliatrici a cavalletto e 12 mitragliatrici leggere. Questo distaccamento di uomini disponeva inoltre di una potente stazione radio ed aveva con sé diverse provviste.
Tutti i componenti del distaccamento, pur essendo russi, vennero vestiti con uniformi afghane, ed i comandanti ricevettero nomi arabi da utilizzare. Il comando del distaccamento venne affidato a V. M. Primakov, mentre il comando dello staff venne affidato all'afghano Hai Dar. Formalmente, il distaccamento sarebbe rimasto subordinato al generale afghano G. Nabi Khan, anche se in realtà era indipendente. Il 10 aprile circa 2000 soldati erano pronti all'azione.

## L'invasione dell'Afghanistan

### L'attacco a Patta Gissar
La mattina 15 aprile 1929 sei aerei equipaggiati con mitragliatrici a bordo attraversarono il confine afghano-sovietico presso la città uzbeca di Termez ed arrivarono sopra l'avamposto di Patta Gissar. La guarnigione ribelle, non abituata a situazioni simili, si mosse confusamente per osservare lo spettacolo aereo. Gli aerei, dopo un paio di giri attorno al forte, iniziarono a sparare alle guardie, lanciando anche bombe sulla caserma locale. Dei 50 afghani che componevano la guardia locale, solo due sopravvissero, e l'intera operazione durò in tutto 10 minuti. Contemporaneamente un secondo distaccamento guidato da Vitaly Primakov, attraversò l'Amu Darya e sbarcò sulle coste afghane.
Le due guardie sopravvissute al bombardamento andarono al vicino avamposto confinario di Siya-Gert, a 20 miglia di distanza, riportando cosa era successo. Una guarnigione di 100 uomini immediatamente si mosse verso Patta Gissar, ma dopo cinque miglia si incontrarono coi nemici che avanzavano e vennero falciati dalle mitragliatrici. Nel frattempo Amanullah Khan con 14 000 azeri avanzava da Kandahar verso Kabul.

### La cattura di Kelif, Khanabad e Mazar-i-Sharif
Il 16 aprile, il distaccamento di Primakov giunse nei pressi della città di Kelif. Venne concesso un ultimatum alla guarnigione locale con la proposta di deporre le armi in cambio della vita e della libertà. Gli afghani rifiutarono le richieste dei sovietici, ma dopo diversi scambi di colpi, preferirono fuggire. Il 17 aprile la città Khanabad venne conquistata e i difensori si rifugiarono presso la città di Mazar-i-Sharif. La notte del 18 aprile, il governatore di Mazar-i-Sharif, Mirza Kasym, convocò il console sovietico col quale aveva ottimi rapporti e gli chiese di chiarire cosa stesse accadendo. Il console venne messo in una posizione complicata, dal momento che lui stesso non era stato informato dell'operazione che l'Armata Rossa avrebbe condotto in territorio afghano.
La mattina del 22 aprile, il distaccamento di Primakov iniziò a bombardare Mazar-i-Sharif. Due ore dopo iniziò lo scontro vero e proprio, coi cannonieri russi che portarono i loro cannoni all'entrata della cittadella, sparando un colpo che distrusse completamente l'accesso. Ciò che rimase della guarnigione cercò rifugio a Tashkurgan, mentre altri presso la fortezza di Dehdadi. In quello stesso giorno venne inviato un telegramma a Tashkent, e da qui il dispaccio venne inviato a Mosca, annunciando le vittorie conseguite.
Secondo l'allora console generale sovietico a Mazar-i-Sharif:
(Agabekov, G.S. Cheka)
Secondo un altro testimone oculare, l'agente segreto russo a Mazar-i-Sharif, Matveev:
Durante la settimana di campagna armata, 500 azeri aderirono al distaccamento sovietico, formando un battaglione separato.

### La tenuta di Mazar-i-Sharif
I ribelli in Afghanistan tennero un consiglio e proclamarono una jihad, ovvero una guerra santa contro gli "infedeli" che stavano invadendo le loro terre. Il 24 aprile, la guarnigione della fortezza di Dehdadi e le milizie tribali cercarono di vincere il distaccamento di Primakov scacciandolo da Mazar-i-Sharif. I combattimenti perdurarono per un giorno intero ma gli afghani, per quanto numerosi, erano comunque poco e male armati. Alla fine della giornata gli attacchi cessarono, ma la posizione degli assediati si presentava critica. La città era circondata ancora da un denso anello di ribelli. Venne inviato un messaggio radio con una richiesta di aiuto a Tashkent.
Il 25 aprile, uno squadrone di mitraglieri venne inviato in Afghanistan, ma sulla via per Mazar-i-Sharif si scontrò con le forze superiori della milizia afghana e venne costretto a ritirarsi. Il 26 aprile, 10 mitragliatrici e 200 casse di munizioni vennero spedite a Mazar-i-Sharif tramite aeroplani.
Incapaci di prendere il controllo della città, gli afghani, per costringere Primakov alla resa, cercarono di prendere la città per fame. La situazione della città peggiorò e il battaglione afghano al fianco dei russi iniziò a manifestare il proprio malcontento. Primakov inviò un rapporto a Tashkent:

## La seconda unità d'invasione
Il 5 maggio 1929 giunse un secondo distaccamento di 400 uomini dell'Armata Rossa in aiuto a Primakov, dotato di 6 cannoni e 8 mitragliatrici, al comando di Zelim Khan (probabilmente nome in codice di Ivan Yefimovich Petrov). Anche questo distaccamento era vestito con uniformi afghane. Lungo la marcia, il distaccamento si scontrò con truppe nemiche ma riuscì a sconfiggerle con l'uso delle proprie mitragliatrici.

### La presa di Dehdahi, Balkh e Tashkurgan
Il 6 maggio lo squadrone di Zelim Khan giunse a Mazar-i-Sharif ed il 7 maggio, assieme agli uomini di Primakov, attaccarono gli afghani che si erano nel frattempo ritirati a Dehdadi dopo un pesante bombardamento russo. L'8 maggio, dopo un bombardamento a Dehdadi, la guarnigione lasciò alla fortezza 50 cannoni, 20 mitragliatrici, un gran numero di armi più piccole e munizioni. Dopo due giorni di pausa, le forze combinate di Primakov si diressero più a sud, verso Balkh e Tashkurgan. Il 12 maggio, il distaccamento di Primakov occupò Balkh, ed il giorno successivo, senza incontrare resistenza, entrò nella città di Tashkurgan.

### La battaglia con le truppe di Ibrahim Bek e Seyid Hussein
Da est, contro il distaccamento di Primakov, Ibrahim Bek avanzava con 3000 soldati. La Guardia Nazionale di Habibullah Khan partì da Kabul con 1500 soldati al comando dell'allora ministro della guerra, Seyid Hussein. L'11 maggio, una colonna di 350 uomini localizzò il distaccamento di Ibrahim Bek. Vennero installate delle mitragliatrici lungo il percorso ed a 500 metri dalla colonna di Ibrahim Bek le truppe afghano-russe aprirono il fuoco. I soldati di Ibrahim fuggirono spaventati ma molti vennero uccisi anche durante la fuga. Mezz'ora dopo l'inizio della battaglia, gli uomini di Seyid Hussein scoprirono la presenza di altri nemici ad ovest. Un testimone oculare di questi eventi, il capitano A. Valishev, lasciò una dettagliata descrizione dello scontro:

## Il ritorno dello squadrone
Quando Amanullah Khan decise di abbandonare il paese, questo mise il distaccamento di Aleksandr Cherepanov in una posizione difficile. In assenza di una base legale per la quale essere all'interno del paese, la permanenza di militari russi in Afghanistan avrebbe potuto suonare come un'aggressione. Inoltre, nei paesi europei, oltre che in Turchia ed in Iran, si era ormai risaputo della presenza delle truppe sovietiche in Afghanistan. Il 28 maggio, Cherepanov ricevette un radiogramma dal distretto russo dell'Asia Centrale che lo invitava a tornare in patria. G. Nabi Khan si spostò a Termez, nell'Uzbekistan sovietico.

## Conseguenze
L'operazione dell'Armata Rossa in Afghanistan non cambiò le sorti della guerra in corso. Più di 300 partecipanti alla campagna militare ottennero l'Ordine della Bandiera rossa, e i restanti altre ricompense. L'operazione venne formalmente siglata come "Eliminazione di banditi nel Turkestan meridionale", proibendo qualsiasi resoconto ufficiale su quanto accaduto.